# Statesville
Statesville is een plaats (city) in de Amerikaanse staat North Carolina, en valt bestuurlijk gezien onder Iredell County.

## Demografie
Bij de volkstelling in 2000 werd het aantal inwoners vastgesteld op 23.320.
In 2006 is het aantal inwoners door het United States Census Bureau geschat op 25.511, een stijging van 2191 (9.4%).

## Geografie
Volgens het United States Census Bureau beslaat de plaats een oppervlakte van
53,4 km², waarvan 53,2 km² land en 0,2 km² water.

## Plaatsen in de nabije omgeving
De onderstaande figuur toont nabijgelegen plaatsen in een straal van 24 km rond Statesville.

## Geboren
- Thomas Marshburn (1960), astronaut